# Catocala pomerana
Catocala pomerana là một loài bướm đêm trong họ Erebidae.